# Wilhelmus Lindanus
Wilhelmus Lindanus ou Van der Lindt, né en 1525 à Dordrecht et mort le 2 novembre 1588 à Gand, est un théologien et controversiste catholique.

## Biographie
Wilhelmus Lindanus naquit en 1525 à Dordrecht, d’une famille très-distinguée, qui avait possédé la seigneurie de Linda, bourg submergé en 1422. Il fit ses études à l’Université de Louvain, et désirant se perfectionner dans la connaissance du grec et de l’hébreu, il se rendit à Paris pour suivre les leçons de Jean Mercier et de Adrien Turnèbe ; il retourna ensuite à Louvain, embrassa l’état ecclésiastique, et reçut ses degrés en théologie en 1552. Appelé la même année à Dillingen, il y expliqua les Saintes Écritures pendant trois ans, obtint différents emplois, et fut enfin nommé inquisiteur de la foi pour la province de Frise ; charge qu’il exerça, dit-on, avec une grande sévérité. Le roi d’Espagne Philippe II, l’éleva à l’évêché de Ruremonde, lors de la création des nouveaux sièges dans les Pays-Bas (1562) ; mais Lindanus ne put en prendre possession que sept ans après. Les intérêts de la religion l’obligèrent à faire deux voyages à Rome, et il y reçut un accueil distingué du pape Grégoire XIII et des cardinaux. Transféré en 1588 sur le siège de Gand, il mourut le 2 novembre de la même année, et fut inhumé dans le tombeau de Cornelius Jansen, son prédécesseur et son ami. La Vie de Lindanus a été publiée en latin, par le P. Arnold Havesius, à la suite du Commentarius de erectione novorum in Belgio episcopatum, Cologne, 1609, in-4°. Cesare Baronio faisait un cas particulier de ce prélat ; et ce fut à lui seul qu’il communiqua ses notes sur le Martyrologe, avant de les publier.

## Œuvres
Lindanus a laissé un grand nombre d’ouvrages remplis d’érudition et d’un style assez pur, mais déparés par les défauts communs aux auteurs de ce siècle. On se contentera de citer :
- De optimo genere interpretandi Scripturas, Cologne, 1558, in-8°.
- Panoplia evangelica, ibid., 1563, in-fol. ; Paris, 1564, et réimprimé plusieurs fois. C’est le plus estimé de ses écrits ; les controversistes modernes y ont puisé plusieurs arguments.
- Psalterium vetus a mendis DC. repurgatum, et de græco atque hebraico fontibus illustratum, Anvers, 1567.
- Missa apostolica seu liturgia S. Petri annotation. et apologia illustr., Anvers, 1558, in-8° ; Paris, 1595, et insérée dans la Maxim. Biblioth. Patrum, t. 2. La première édition est la plus recherchée des curieux ; c’est un ouvrage supposé, et toutes les raisons de Lindanus pour en démontrer l’authenticité n’ont pu persuader les critiques.

On a publié à Bois-le-Duc, 1584, in-8°, le Catalogue des ouvrages imprimés et manuscrits de ce prélat ; et en trouve la liste dans Foppens, Biblioth. belgica.